# Episodi di Star Trek: The Next Generation (settima stagione)
La settima e ultima stagione della serie televisiva Star Trek: The Next Generation è composta da 26 episodi ed è andata in onda negli Stati Uniti in syndication dal 20 settembre 1993 al 23 maggio 1994.
In Italia è stata trasmessa da Italia 1 dal 27 agosto 1997 al 25 settembre 1997.
| nº | Titolo originale            | Titolo italiano                     | Prima TV USA      | Prima TV Italia   |
| -- | --------------------------- | ----------------------------------- | ----------------- | ----------------- |
| 1  | Descent, Part 2             | Il ritorno dei Borg (seconda parte) | 20 settembre 1993 | 27 agosto 1997    |
| 2  | Liaisons                    | Diplomazia spaziale                 | 27 settembre 1993 | 28 agosto 1997    |
| 3  | Interface                   | L'interfaccia                       | 4 ottobre 1993    | 29 agosto 1997    |
| 4  | Gambit, Part 1              | L'arma perduta (prima parte)        | 11 ottobre 1993   | 30 agosto 1997    |
| 5  | Gambit, Part 2              | L'arma perduta (seconda parte)      | 18 ottobre 1993   | 1º settembre 1997 |
| 6  | Phantasms                   | Programma: sogno                    | 25 ottobre 1993   | 2 settembre 1997  |
| 7  | Dark Page                   | La porta chiusa                     | 1º novembre 1993  | 3 settembre 1997  |
| 8  | Attached                    | Uniti                               | 8 novembre 1993   | 4 settembre 1997  |
| 9  | Force of Nature             | Inquinamento spaziale               | 15 novembre 1993  | 5 settembre 1997  |
| 10 | Inheritance                 | Una madre per Data                  | 22 novembre 1993  | 6 settembre 1997  |
| 11 | Parallels                   | Universi paralleli                  | 29 novembre 1993  | 8 settembre 1997  |
| 12 | The Pegasus                 | La Pegasus                          | 10 gennaio 1994   | 9 settembre 1997  |
| 13 | Homeward                    | Terra promessa                      | 17 gennaio 1994   | 10 settembre 1997 |
| 14 | Sub Rosa                    | Segreto di famiglia                 | 31 gennaio 1994   | 11 settembre 1997 |
| 15 | Lower Decks                 | Giovani carriere                    | 7 febbraio 1994   | 12 settembre 1997 |
| 16 | Thine Own Self              | Radioattività                       | 14 febbraio 1994  | 13 settembre 1997 |
| 17 | Masks                       | Maschere                            | 21 febbraio 1994  | 15 settembre 1997 |
| 18 | Eye of the Beholder         | Echi mentali                        | 28 febbraio 1994  | 16 settembre 1997 |
| 19 | Genesis                     | Genesi                              | 21 marzo 1994     | 17 settembre 1997 |
| 20 | Journey's End               | La fine del viaggio                 | 28 marzo 1994     | 18 settembre 1997 |
| 21 | Firstborn                   | Alexander                           | 25 aprile 1994    | 19 settembre 1997 |
| 22 | Bloodlines                  | La vendetta di Bok                  | 2 maggio 1994     | 20 settembre 1997 |
| 23 | Emergence                   | Una nuova vita                      | 9 maggio 1994     | 22 settembre 1997 |
| 24 | Preemptive Strike           | Il tenente Ro                       | 16 maggio 1994    | 23 settembre 1997 |
| 25 | All Good Things... - Part 1 | Ieri, oggi, domani (prima parte)    | 23 maggio 1994    | 24 settembre 1997 |
| 26 | All Good Things... - Part 2 | Ieri, oggi, domani (seconda parte)  | 23 maggio 1994    | 25 settembre 1997 |

## Il ritorno dei Borg(seconda parte)
- Titolo originale: Descent, Part II
- Diretto da: Alexander Singer
- Scritto da: René Echevarria

### Trama
Data Stellare 47025.4. Picard, Troi e La Forge vengono fatti prigionieri dai Borg e rischiano la vita nei mortali esperimenti a cui vengono sottoposti da Data e Lore. Mentre Riker e Worf seguono le tracce del capitano e del suo gruppo, vengono anch'essi trovati dai Borg, ma i Borg che li hanno catturati, comandati da Tugh, non hanno nessuna intenzione di portarli da Lore, perché anche loro stanno cercando di combattere l'androide. Tugh è arrabbiato con i membri dell'Enterprise D: rendendolo un individuo, hanno portato disordine nei Borg che, pur di ritrovare l'armonia, si sono lasciati incantare da Lore, che li ha torturati con esperimenti nel tentativo di riprodurre androidi simili a lui. Geordi scopre che Data non si sta comportando in modo cosciente: sta subendo l'influenza di Lore, che riesce a proiettare su di lui le funzioni del chip emozionale, trasmettendogli però solo emozioni negative e mantenendo al contempo inattive le subroutine etiche. Lasciata al comando dell'Enterprise, la dottoressa Crusher sta coordinando le ricerche per ritrovare gli ufficiali scomparsi quando all'improvviso compare una nave Borg. Decidendo di disubbidire agli ordini che le impongono di lasciare immediatamente la zona in caso di pericolo, Beverly continua fino all'ultimo istante l'evacuazione delle squadre sul pianeta, ma l'attacco improvviso della nave aliena la costringe a provare una manovra disperata nel tentativo di salvare l'Enterprise.
- Altri interpreti: Brent Spiner (Lore), Jonathan Del Arco (Tug), Alex Datcher (Zandra Taitt), James Horan (Barnaby), Brian J. Cousins (Crosis), Benito Martinez (Salazar), Michael Reilly Burke (Goval)

## Diplomazia spaziale
- Titolo originale: Liaisons
- Diretto da: Cliff Bole
- Scritto da: Roger Eschbacher, Jaq Greenspon (soggetto); Jeanne Carrigan-Fauci e Lisa Rich (sceneggiatura)

### Trama
Data Stellare sconosciuta. Tre rappresentanti di Iyar, un pianeta interessato a entrare a far parte della Federazione, si trovano a bordo dell'Enterprise D per incontrare Picard e i suoi uomini. Due Iyaariani divengono ben presto un problema per Deanna e Worf: Byleth, con la sua ossessione per il cibo, non fa che mangiare e insiste che lo faccia anche il consigliere, e Loquel, con il suo comportamento arrogante e maleducato, non fa che trattare Worf come un servo e sembra che cerchi sempre di provocarlo. Il terzo Iyaariano, Voval, ha l'incarico di portare Picard su Iyar per allacciare i rapporti diplomatici, ma la navetta su cui i due viaggiano precipita su un pianeta a causa di una tempesta magnetica e il pilota alieno viene gravemente ferito. Nel tentativo di cercare aiuto, Picard si dirige verso l'unica struttura nei dintorni, ma prima di giungervi viene colpito da una forte scarica elettrica generata dalla tempesta. Verrà soccorso da Anna, una donna unica sopravvissuta a un naufragio avvenuto sette anni prima e che da lungo tempo è ossessionata dall'idea che qualcuno la venga a salvare; Anna informa Jean-Luc che Voval è morto, ma ben presto rivela di avere problemi psichici, poiché dichiara a Jean-Luc di amarlo e, al rifiuto garbato del capitano, cerca di uccidersi. Picard scoprirà che Voval in realtà non è morto, ma che lui, Loquel e Byleth hanno ricevuto un compito ben preciso: avendo studiato gli umani e non riuscendo a capire sentimenti come il piacere, l'antagonismo e l'amore, hanno creato situazioni in cui scatenare tale sentimenti per poterli studiare. 
- Altri interpreti: Barbara Williams (Anna), Eric Pierpoint (ambasciatore Voval), Paul Eiding (ambasciatore Loquel), Michael Harris (ambasciatore Byleth), Rickey D'Shon Collins (Eric Burton)

## L'interfaccia
- Titolo originale: Interface
- Diretto da: Robert Wiemer
- Scritto da: Joe Menosky

### Trama
Data Stellare 47215.5. Un rivoluzionario metodo di intervento sta per essere messo a punto da Geordi, Data e Beverly. Una sonda equipaggiata con raggi traenti, analizzatori e sensori di ogni sorta, viene controllata a distanza con un'interfaccia molto complessa, che è collegata al corpo e al cervello di Geordi attraverso i ricettori visivi che il capo ingegnere dell'Enterprise D usa per il suo visore. Questo nuovo metodo sta per essere provato sul campo in occasione di un salvataggio che l'Enterprise sta per effettuare: la nave di ricerca Raman è precipitata all'interno dell'atmosfera di un pianeta gigante gassoso, i contatti con l'equipaggio si sono interrotti e l'unico modo per scoprire cos'è successo e per sapere se gli uomini siano ancora vivi è spedire la sonda speciale. La missione è ancor più pressante poiché anche la Hera, nave del capitano Silva La Forge, madre di Geordi, è scomparsa senza lasciare traccia. Durante il funzionamento dell'interfaccia, Geordi incontra sua madre, che gli chiede aiuto, ma tutti pensano che sia stato uno scherzo della sua mente a causa dell'ansia per la sorte del genitore. Credendo che la Hera si trovi nell'atmosfera bassa del pianeta, La Forge si impunta e, con l'aiuto di Data, usa l'interfaccia, con la quale scopre che quella che non vede non è sua madre, ma un'entità aliena che gli dice l'intervento esplorativo della Raman ha fatto loro del male, portandoli nell'orbita alta del pianeta, condizione ambientale a loro fatale: cercando di comunicare con l'equipaggio, ne aveva causato la morte. La Forge e l'Enterprise ripristineranno lo status quo salvando gli alieni.
- Altri interpreti: Ben Vereen (Edward M. La Forge), Madge Sinclair (Silva La Forge), Warren Munson (Marcus Holt)

## L'arma perduta(prima parte)
- Titolo originale: Gambit, Part I
- Diretto da: Peter Lauritson
- Scritto da: Christopher Hatton e Naren Shankar (soggetto); Naren Shankar (sceneggiatura)

### Trama
Data Stellare 47135.2. Deanna Troi, Worf, Beverly Crusher e William Riker si trovano sul pianeta dove Picard è stato visto per l'ultima volta prima di scomparire e stanno cercando, in incognito, di sapere dagli abitanti del posto se hanno visto il capitano. Dopo aver tentato di far parlare il barista di una malfamata taverna e qualcuno dei poco raccomandabili avventori, Riker e soci scoprono che Picard è stato visto parlare con un gruppo di mercenari a proposito di alcuni reperti archeologici e che, purtroppo, durante una rissa è stato ucciso. Dopo diverse indagini, arrivano su un pianeta, dove hanno uno scontro con diversi alieni, tra cui una Romulana, e Riker viene rapito. Si ritroverà su un'astronave dove c'è anche Picard, che fingerà di non conoscerlo: sono tutti prigionieri di un alieno che li ha assoggettati con un dispositivo neurocorticale che infligge loro dolore.
- Altri interpreti: Richard Lynch (Arctus Baran), Robin Curtis (Tallera), Julie Caitlin Brown (Vekor), Cameron Thor (Narik), Alan Altshuld (Yranac), Bruce Gray (Chekote), Sabrina LeBeauf (Giusti), Derek Webster (Sanders), Stephen Lee (barista)

## L'arma perduta(seconda parte)
- Titolo originale: Gambit, Part II
- Diretto da: Alexander Singer
- Scritto da: Naren Shankar (soggetto); Ronald D. Moore (sceneggiatura)

### Trama
Data Stellare 47160.1. La nave dei mercenari attacca l'Enterprise D, ma non riesce a danneggiarla. Data, al comando, ordina di rispondere al fuoco quel tanto che basta per mettere fuori uso la nave senza distruggerla. A bordo, infatti, si trovano il capitano Picard, che si fa passare per un contrabbandiere di manufatti antichi, e William Riker, catturato dal gruppo di mercenari e costretto a collaborare. Il gruppo è comandato da un tirannico alieno che è alla ricerca di alcuni specifici manufatti risalenti all'epoca in cui i Romulani abbandonarono Vulcano. Il suo scopo è trovare un'antica e potentissima arma. Quando riusciranno a trovare i componenti dell'arma, si scopre che è un'arma psichica che i Vulcaniani usavano per liberarsi dei pensieri violenti. Picard e gli altri riescono a fermare il complotto ed evitare che l'arma finisca in mani sbagliate.
- Altri interpreti: Richard Lynch (Arctus Baran), Robin Curtis (Tallera), Julie Caitlin Brown (Vekor), Cameron Thor (Narik), James Worthy (Koral), Sabrina LeBeauf (Giusti) e Martin Goslins (ministro Satok)

## Programma: sogno
- Titolo originale: Phantasms
- Diretto da: Patrick Stewart
- Scritto da: Brannon Braga

### Trama
Data Stellare 47225.7. Da qualche giorno Data sta facendo degli strani sogni. L'androide, dopo aver scoperto il programma onirico, già da parecchie settimane sta sperimentando le sue varie possibilità, ma ultimamente alcuni dei sogni gli sembrano quasi incubi ricorrenti, con immagini inquietanti che non riesce a interpretare: alcuni minatori che stanno distruggendo un condotto per il passaggio del plasma installato di recente, Deanna trasformata in una strana torta che Data si sente obbligato a tagliare all'altezza della spalla, un insistente suono di un vecchio telefono, Beverly che beve il cervello di Riker con una cannuccia. Il grosso guaio è che dopo un po' queste immagini non si limitano a ossessionare Data nei suoi momenti di sogno, ma anche durante le ore di servizio, impedendogli di fare il proprio dovere e rendendolo anche molto pericoloso, fino a quando cerca di accoltellare Deanna alla spalla. La dottoressa Crusher, analizzando la ferita del consigliere, scopre uno strano organismo invisibile all'occhio umano che si sta cibando non solo del corpo di Deanna, ma di tutti loro. Data inconsciamente li vedeva e cercava di estirparli e non solo: in sogno aveva anche trovato il modo di ucciderli con un suono di una frequenza particolare, suono che userà per uccidere tutti i parassiti.
- Altri interpreti: Gina Ravarra (Tyler), Bernard Kates (dottor Sigmund Freud), Clyde Kusatsu (Nakamura) e David L. Crowley (minatore)

## La porta chiusa
- Titolo originale: Dark Page
- Diretto da: Les Landau
- Scritto da: Hilary J. Bader

### Trama
Data Stellare 47254.1. I Cairn, una specie di puri telepatici, hanno espresso da tempo il desiderio di entrare a far parte della Federazione; per poter essere accettati e riuscire a instaurare relazioni costruttive devono però imparare a parlare, in quanto la comunicazione verbale, anche se non indispensabile, può essere utile per evitare incomprensioni. Due sono gli ostacoli da superare: uno di carattere fisico, e cioè l'impianto di speciali apparati per l'emissione di suoni, e uno di carattere mentale, e cioè imparare ad esprimere pensieri e concetti tramite le parole. Per quest'ultimo scopo i rappresentanti dei Cairn hanno come insegnante d'eccezione Lwaxana Troi. La madre di Deanna ha fatto un ottimo lavoro, ma sembra che i suoi sforzi abbiano lasciato un residuo di estrema stanchezza nell'ambasciatrice, che la rende irritabile e soggetta a frequenti mal di testa. Quando una delle bambine cairn ha uno sciocco incidente nel giardino botanico, peraltro senza conseguenze, Lwaxana sviene. Maques, che è stato in contatto telepatico con la donna, ha rilevato dei pensieri traumatici e repressi nella mente di Lwaxana e ne parla con Deanna; la consigliera scoprirà che quando lei era piccola aveva una sorella, Kestra, di cui non conserva il ricordo perché era troppo giovane. La sorella morì annegata quando era una bambina in un momento di tragica distrazione dei genitori.
- Altri interpreti: Majel Barrett-Roddenberry (Lwaxana Troi), Norman Large (Maques), Kirsten Dunst (Hedril), Amick Byram (Ian Andrew Troi) e Andreana Weiner (Kestra Troi)

## Uniti
- Titolo originale: Attached
- Diretto da: Jonathan Frakes
- Scritto da: Nicholas Sagan

### Trama
Data Stellare 47304.2. Il capitano Picard e la dottoressa Crusher sono gli inviati ufficiali della Federazione su Kesprytt III, un pianeta che ha richiesto di far parte dell'organizzazione interplanetaria. La richiesta però è un po' inconsueta, perché solamente una delle due grandi fazioni del pianeta, i Kes, che rappresentano i tre quarti del pianeta, è propensa a entrare in contatto con gli altri mondi. L'altro quarto del mondo alieno è infatti governato dai Prytt, xenofobi quasi all'eccesso, che non vogliono affatto entrare nella Federazione né avere contatti con gli ufficiali della Flotta Stellare. Il problema passa in secondo piano a causa della sparizione di Picard e Crusher, teletrasportati sul pianeta, ma mai arrivati; sono stati infatti intercettati dai Prytt, che li accusano di voler stringere un'alleanza militare con i Kes. Grazie a un collaborazionista, i due riescono a sfuggire alla prigionia, ma la faccenda si complica perché a entrambi è stato impiantato un neurotrasmettitore che li ha legati telepaticamente: non solo si instaura un contatto mentale molto intimo tra di loro, ma per entrambi diventa impossibile separarsi poiché, appena provano a farlo, iniziano a star male. Sull'Enterprise D arriva una delegazione dei Kes, che ben presto si mostrano altrettanto paranoici e sospettosi dei Prytt accusando la Federazione di aver fatto finta di voler incontrare i Kes mentre in realtà volevano allearsi con i Prytt. Riker si ritrova costretto a farli incontrare con la forza poiché ognuno dei due è convinto del doppiogiochismo dei federali, mentre sul pianeta Picard e Crusher sono braccati. Riker farà ragionare le due parti assicurando che l'atteggiamento dei Kes non rispecchia i valori della Federazione e che la loro domanda sarà respinta. Una volta tornati sull'Enterprise, Picard e Crusher dovranno fare i conti con i reciproci sentimenti: Beverly infatti ha letto nella mente di Jean-Luc che lui era innamorato di lei, ma che non si è mai fatto avanti perché Beverly era la moglie del suo migliore amico.
- Altri interpreti: Robin Gammell (ambasciatore Mauric), Lenore Kasdorf (ministro Lorin) e J.C. Stevens (Kes)

## Inquinamento spaziale
- Titolo originale: Force of Nature
- Diretto da: Robert Lederman
- Scritto da: Naren Shankar

### Trama
Data Stellare 47310.2. L'Enterprise D deve scoprire che fine ha fatto una nave da trasporto federale scomparsa nel corridoio spaziale hekariano, unico passaggio sicuro in un'area densa di radiazioni pericolose. Subito gli uomini della Flotta Stellare si mettono al lavoro e scoprono che la nave ha avuto la sfortuna di incrociare una delle mine che sembrano costellare il corridoio spaziale, mine messe sull'unica rotta transitabile dagli abitanti di Hekaras II, pianeta che sta subendo pesanti cambiamenti climatici a causa dei campi di curvatura delle navi di passaggio. Tali mine hanno l'effetto di neutralizzare il nucleo di curvatura delle astronavi; gli scienziati hekariani hanno infatti scoperto che il continuo uso della curvatura dello spazio sta creando fratture nel tessuto dello spazio stesso, minacciandone l'integrità. Uno dei due scienziati, frustrato perché le loro teorie non vengono prese sul serio da Geordi e dagli altri, parte con la sua astronave creando apposta una frattura, perdendo la vita. L'Enterprise scopre così che la teoria è vera, ma si ritrova intrappolata nella frattura senza poterne uscire con i motori a curvatura, ma solo con quelli a impulso, cosa che farebbe impiegar loro settimane, oltre che rimanere vittime nel frattempo della frattura stessa. Usciti dall'impasse, fanno rapporto al consiglio della Federazione, che raccomanda un uso più oculato della curvatura limitando la velocità a curvatura 5, salvo che in casi di estrema emergenza; il problema è che Ferengi e Romulani difficilmente acconsentiranno ad aderire alle norme e la soluzione definitiva all'inquinamento subspaziale è ancora lontana.
- Altri interpreti: Michael Corbett (dottor Rabal), Margaret Reed (dottor Serova), Lee Arenberg (DaiMon Prak), Majel Barrett-Roddenberry (voce del computer)

## Una madre per Data
- Titolo originale: Inheritance
- Diretto da: Robert Scheerer
- Scritto da: Dan Koeppel (soggetto); René Echevarria e Dan Koeppel (sceneggiatura)

### Trama
Data Stellare 47410.2. A bordo dell'Enterprise D salgono due scienziati di Atrea IV, un pianeta che ha estremo bisogno d'aiuto. La Federazione ha inviato Picard e i suoi uomini per aiutare gli abitanti di Atrea a liquefare nuovamente il nucleo del pianeta, per poter così evitare una catastrofe che lo renderebbe inabitabile. Uno dei due scienziati è Juliana Tainer, una donna umana che vive lì da tempo sposata con uno degli alieni umanoidi. In realtà l'anziana dottoressa è già stata sposata, in passato, con il creatore di Data, il dottor Soong, e vuole conoscere meglio l'androide positronico, che considera un po' come suo figlio, avendo contribuito a idearlo; Data però ha qualche dubbio sulle storie che Juliana gli racconta a proposito della sua nascita e comincia a indagare. L'androide scoprirà che la donna è sì chi dice di essere, ma che anche lei è un androide, senza però che lei ne abbia coscienza. Infatti, durante un incidente sul pianeta, la donna si ritrova danneggiata e perde stranamente conoscenza, anche se il danno non è così grave. Data scoprirà all'interno del cervello positronico della madre un messaggio olografico di Soong in cui gli spiega che, quando la moglie morì, lui non seppe resistere al dolore e riversò la sua memoria in un androide programmato biologicamente per invecchiare, senza però che avesse memoria di non essere un umana. Data rispetta la volontà del padre e, una volta che la madre si sveglia, decide di non rivelarle niente e la lascia tornare sul suo pianeta con la promessa di andare a trovarla alla prossima licenza come farebbe un bravo figlio.
- Altri interpreti: Fionnula Flanagan (dottor Juliana O'Donnell Soong Tainer), William Lithgow (dottor Pran Tainer), Brent Spiner (Noonien Soong)

## Universi paralleli
- Titolo originale: Parallels
- Diretto da: Robert Wiemer
- Scritto da: Brannon Braga

### Trama
Data Stellare 47391.2. Worf sta tornando a bordo dell'Enterprise D dopo aver vinto un torneo di bat'leth su Forcas III. Worf non vede l'ora di riprendere il suo servizio, ma i suoi compagni gli hanno preparato una festa di compleanno a sorpresa, di cui lui farebbe volentieri a meno. Mentre gli amici lo festeggiano, iniziano ad accadere strane cose: Worf si accorge che la torta al cioccolato si è misteriosamente trasformata in una torta di pan di Spagna, il capitano Picard che doveva trovarsi sul ponte è invece presente alla festa e si sta gustando con calma la torta, e a un certo punto Worf ha un capogiro. Ben presto il Klingon scopre di essere sposato con Deanna Troi e di avere con lei due figli, e il capitano dell'Enterprise è Riker perché Picard è morto anni prima. Data scopre che si è aperta una frattura temporale da cui iniziano a emergere tante Enterprise di realtà parallele e l'analisi della situazione è la stessa da parte di tutti: Worf deve riattraversare con la navetta la frattura e tornare alla "sua" dimensione, ma un Riker di un'altra realtà tenta di distruggere la navetta: lui vive in una dimensione in cui la Federazione è caduta, e lo spazio è in mano ai Borg; la sua Enterprise è una delle poche navi di umani rimaste e desidera cambiare la sua realtà, ma il Riker della realtà in cui Worf e Deanna sono sposati è costretto a distruggere la nave sopravvissuta. Worf torna alla "sua" Enterprise e tutto torna a posto, anche se il Klingon, colto da curioso desiderio, invita Deanna a cena.
- Altri interpreti: Patti Yasutake (Alyssa Ogawa), Mark Bramhall (Gul Nador), Wil Wheaton (Wesley Crusher), Majel Barrett-Roddenberry (voce del computer)

## La Pegasus
- Titolo originale: The Pegasus
- Diretto da: LeVar Burton
- Scritto da: Ronald D. Moore

### Trama
Data Stellare 47457.1. Il capitano Picard riceve una comunicazione subspaziale di massima priorità con degli ordini particolari: il Comando di Flotta autorizza l'Enterprise D a superare i limiti di sicurezza della velocità a curvatura per la durata della missione, i cui dettagli segreti e delicatissimi verranno presentati personalmente dall'ammiraglio Pressman, ex capitano di Riker quando lui era in servizio sulla USS Pegasus. Da subito l'ammiraglio vincola Riker a un patto di segretezza sulla missione e su ciò che successe sulla vecchia nave, che l'Enterprise ha il compito di ritrovare, cosa che avviene su un asteroide attorno al quale orbita in modo apparentemente casuale una nave romulana. La cosa sorprendente è che la Pegasus è in parte inglobata nella roccia; quando l'Enterprise si deve disimpegnare dalla nave romulana, Riker rompe il vincolo di segretezza con Pressman e fa una rivelazione sconcertante: Pressman stava sperimentando sulla Pegasus un dispositivo di occultamento in violazione del trattato di Algeron; inoltre il dispositivo è in grado anche di dislocare un'astronave, cioè di farla passare attraverso la materia solida. Picard, pur di sfuggire ai nemici, utilizza il dispositivo e non esita a farlo in presenza dei Romulani, creando un incidente diplomatico di non poco conto. Picard arresta Pressman ed è costretto ad arrestare anche Riker, che ai tempi della Pegasus aveva coperto il suo capitano. L'ammiraglio dovrà affrontare la corte marziale e anche Riker, che però viene rassicurato da Picard che il suo stato di servizio esemplare deporrà in suo favore.
- Altri interpreti: Nancy Vawter (Margaret Blackwell), Terry O'Quinn (Erik Pressman) e Michael Mack (Sirol)
- La narrazione dell'episodio viene ripreso nell'ultima puntata della serie Star Trek: Enterprise intitolata Federazione prossima frontiera.

## Terra promessa
- Titolo originale: Homeward
- Diretto da: Alexander Singer
- Scritto da: Spike Steingasser (soggetto); Naren Shankar (sceneggiatura)

### Trama
Data Stellare 47423.9. Su Boraal II vive una popolazione ai primi stadi del proprio medioevo; come osservatore culturale, opportunamente nascosto, c'è il fratello umano di Worf, Nikolai Rozhenko. Quattro giorni sono passati dalla ricezione di un segnale di soccorso proveniente dal pianeta e l'Enterprise D è appena giunta in orbita, scoprendo che l'atmosfera del pianeta si sta dissipando a gran velocità, creando turbolenze e tempeste. Worf viene incaricato di scendere, travestito da Boraaliano, per cercare il fratello e cercando di non interferire sullo sviluppo della loro società. Con suo enorme disappunto scoprirà che Nikolai vuole salvarli, almeno una parte, in barba alla prima direttiva: al momento del disastro ambientale che sterminerà tutta la popolazione del pianeta farà in modo di teletrasportare di nascosto gli ignari abitanti del suo villaggio sul ponte ologrammi dell'Enterprise, dove ha ricreato il paesaggio del pianeta. Il suo scopo è simulare una migrazione verso un altro territorio, mentre in realtà l'astronave cercherà un nuovo pianeta dove sbarcarli. Picard non ne è contento, ma ormai non possono più rimandarli sul pianeta, divenuto inabitabile. Tutto si complica quando, a causa di un guasto ai sistemi della nave, uno degli indigeni scoprirà l'uscita dal ponte ologrammi e inizierà a vagare spaventato per l'astronave. Picard gli spiegherà la verità e l'uomo, sopraffatto dalla scoperta e culturalmente incapace di accettarla, si toglierà la vita. Trovato un habitat adatto, sbarcheranno tutti compreso Nikolai, la cui carriera è finita a causa delle sue violazioni, ma soprattutto perché è sposato con una delle indigene che aspetta un figlio da lui.
- Altri interpreti: Paul Sorvino (Nikolai Rozhenko), Penny Johnson Jerald (Dobara), Brian Markinson (Vorin), Edward Penn (Kateras), Susan Christy (Tarrana), Majel Barrett-Roddenberry (voce del computer)

## Segreto di famiglia
- Titolo originale: Sub Rosa
- Diretto da: Jonathan Frakes
- Scritto da: Jeri Taylor (soggetto); Brannon Braga (sceneggiatura)

### Trama
Data Stellare 47500 (circa). Dopo la morte della nonna Felisa Howard, Beverly cade sotto l'influsso di un «fantasma» che è rimasto nella sua famiglia per molte generazioni. Leggendo i diari della nonna scopre che, nonostante fosse ultracentenaria, aveva un giovane amante, Ronin. L'uomo si presenta a Beverly, iniziando subito la sua opera di seduzione soggiogando la donna, che si dimette dalla flotta per trasferirsi nella casa di famiglia. Picard, incuriosito e forse anche un po' geloso, vuole conoscere Ronin che, incalzato dalle domande insistenti del capitano, si rivela per quel che è: un alieno vecchio di secoli che viveva attraverso le donne che "possedeva"; Beverly scopre così che questo fantasma ha sedotto e usato molte sue antenate e, in un momento di lucidità, si libera di lui distruggendo un'antica lampada di famiglia che in realtà non era altro che un ricettacolo che Ronin usava per manifestarsi.
- Altri interpreti: Duncan Regehr (Ronin), Michael Keenan (governatore Maturin), Shay Duffin (Ned Quint) e Ellen Albertini Dow (Felisa Howard)

## Giovani carriere
- Titolo originale: Lower Decks
- Diretto da: Gabrielle Beaumont
- Scritto da: Ronald Wilkerson, Jean Louise Matthias (soggetto); René Echevarria (sceneggiatura)

### Trama
Data Stellare 47566.2. Quattro giovani guardiamarina, imbarcati da pochi mesi sull'Enterprise D, stanno aspettando i risultati delle promozioni periodiche. Tutti si aspettano di diventare sottotenenti e continuare la carriera, ma ognuno di loro ha qualche problema con gli ufficiali superiori. Taurik, un Vulcaniano che lavora in sala macchine con il comandante La Forge, tira fuori una teoria dopo l'altra riguardo a diversi miglioramenti che aumenterebbero l'efficienza dei motori, ma Geordi continua a negargli il permesso di fare dei test pratici sui motori prima di vedere i risultati delle simulazioni al computer. Alyssa Ogawa, l'assistente della dottoressa Crusher, ha qualche difficoltà con il fidanzato Andrew e Beverly non sa se dirle di aver visto Andrew con un'altra donna al bar di prora. Ma sono Lavelle e Sito a essere più sotto tensione perché apparentemente sono stati considerati per essere promossi e ricoprire la stessa mansione e sanno, perciò, che solamente uno dei due potrà essere promosso. La situazione per i quattro si fa più tesa quando viene teletrasportato, con la massima segretezza, qualcuno a bordo dell'Enterprise: è un Cardassiano che lavora come agente per la Federazione. Per poter attraversare lo spazio cardassiano in sicurezza e completare la sua missione, ha bisogno di una copertura. Sito, Bajoriana, è la candidata ideale e si offre volontaria per farsi passare da prigioniera: desidera riabilitarsi per ciò che è successo quando era all'Accademia, specie agli occhi di Picard, che dimostra di non gradire la sua presenza a bordo, anche se le confesserà che era stato lui a richiederla per darle l'occasione di dimostrare il suo potenziale: l'abilità della giovane guardiamarina viene notata anche da Worf, il suo istruttore, che le si affeziona particolarmente. Sito parte con il Cardassiano, con l'accordo che a un certo punto si dovrà lanciare con una capsula di salvataggio e venire recuperata dall'Enterprise. Giunti al rendez vous, Picard e gli altri troveranno solo detriti: i Cardassiani avevano intercettato e distrutto la capsula. Sarà Lavelle a ottenere la promozione.
- Altri interpreti: Dan Gauthier (Sam Lavelle), Shannon Fill (Sito Jaxa), Alexander Enberg (Taurik), Bruce Beatty (Ben), Don Reilly (Joret Dal), Patti Yasutake (Alyssa Ogawa)
- L'episodio ha ispitato la premessa e il titolo della serie animata del 2020 Lower Decks, che narra le peripezie di quattro guardiamarina dei ponti bassi di una nave della Flotta.[2]

## Radioattività
- Titolo originale: Thine Own Self
- Diretto da: Winrich Kolbe
- Scritto da: Christopher Hatton (soggetto); Ronald D. Moore (sceneggiatura)

### Trama
Data Stellare 47611.2. Crusher è al comando dell'Enterprise D quando Troi ritorna a bordo dopo aver partecipato a una conferenza. In realtà avrebbe dovuto essere Data al comando in quel momento, ma l'androide ha dovuto prendere una navetta e recarsi a recuperare del materiale radioattivo contenuto in una sonda che stava orbitando attorno a Barkon IV, un pianeta la cui civiltà si trova al livello medioevale. Deanna, vedendo Beverly al comando, pensa seriamente di provare a superare l'esame per diventare comandante e ne parla con Riker. L'Enterprise intanto deve completare una missione medica prima di poter tornare a prendere Data. L'androide, però, si trova in difficoltà: dopo aver recuperato i materiali radioattivi e averli messi al sicuro in una valigetta protetta, ha avuto un misterioso incidente che gli ha fatto perdere la memoria; adesso, non sapendo più chi è, ha raggiunto il villaggio di Barkoniani chiedendo ospitalità. Viene accettato di buon grado da molti membri della comunità, ma ben presto diventa il bersaglio di alcuni uomini: il materiale radioattivo sta facendo ammalare molti nel villaggio e lo accusano del fatto che la malattia è giunta col suo arrivo. Data, che non sa chi è ma ha conservato le sue capacità di analisi, trova una cura che riesce a immettere nell'acqua del pozzo, ma viene colpito a morte subito dopo. Diverso tempo dopo Riker e Crusher giungono al villaggio e scoprono la sua tomba; teletrasportano il suo corpo sull'Enterprise e lo riattivano, ma lui non ricorda niente di ciò che è successo. Troi supera l'esame e ottiene la promozione a comandante.
- Altri interpreti: Ronnie Claire Edwards (Talur), Michael Rothhaar (Garvin), Kimberly Cullum (Gia), Michael G. Hagerty (Skoran), Richard Ortega-Mirò (Rainer), Andy Kossin (apprendista), Majel Barrett-Roddenberry (voce del computer)

## Maschere
- Titolo originale: Masks
- Diretto da: Robert Wiemer
- Scritto da: Joe Menosky

### Trama
Data Stellare 47615.2. Data sta partecipando a una sessione di scultura con i ragazzi delle scuole di bordo, ma ha difficoltà a realizzare delle strutture astratte. L'Enterprise D ha intanto intercettato una cometa che sta viaggiando tra le stelle con una rotta pressoché diritta da più di 87 milioni di anni. La parte esterna della cometa è composta da un insieme di gas ricoperti da una crosta gelata; ma mentre Data sta effettuando la rilevazione dalla cometa, un'eco sensorio esplora l'Enterprise. Da quel momento alcune strane sculture appaiono a caso su tutti i ponti della nave, ognuna con un simbolo ben preciso inciso sopra. E anche Data, durante un'altra sessione di scultura, realizza una maschera dalle forme aliene, con lo stesso simbolo inciso sulla fronte. All'interno della cometa viene scoperta una struttura enorme, fonte di un raggio di comunicazione che sta influenzando il computer di bordo e anche il cervello positronico di Data.
- Altri interpreti: Rickey D'Shon Collins (Eric Burton)

## Echi mentali
- Titolo originale: Eye of the Beholder
- Diretto da: Cliff Bole
- Scritto da: Brannon Braga (soggetto); René Echevarria (sceneggiatura)

### Trama
Data Stellare 47622.1. In una delle gondole dei motori dell'Enterprise D il campo di contenimento sta perdendo integrità a causa di alcune modifiche fatte dal giovane tenente Kwan che apparentemente ha perso la testa e desidera gettarsi in un condotto di plasma. Il suicidio del tenente lascia tutti sconvolti e Picard ordina che venga fatta luce sulla causa del gesto, compiuto da un ufficiale che non aveva mai dato segni di squilibrio. Worf e Troi cominciano a lavorare per far luce sugli ultimi giorni di vita di Kwan. Nell'indagare su cosa sia successo, Deanna si reca al condotto del plasma dove si è ucciso Kwan e sente delle strane sensazioni; inoltre ha visioni di una coppia che viene sorpresa mentre si sta baciando dal fidanzato di lei, evento che scaturisce in un omicidio, il tutto avvenuto proprio sull'Enterprise. Col passare dei giorni, Deanna si sente sempre più strana e ne risente anche la sua nuova relazione amorosa con Worf; diventa sempre più gelosa e paranoica e, quando scopre Worf tra le braccia di un'altra donna, perde la testa e lo uccide. In preda ai rimorsi, si reca al condotto del plasma, in cui sta per gettarsi, ma viene fermata proprio da Worf: gli ultimi avvenimenti non sono mai accaduti, compresa la sua relazione con il Klingon, e lei non si è mai mossa dal condotto del plasma a cui si era recata per indagare. Sono passati solo pochi secondi e non giorni, però il sogno l'aiuta a capire cos'è accaduto: mentre l'Enterprise era in costruzione, un triangolo amoroso è finito in tragedia e l'assassino, che era in parte Betazoide, aveva lasciato la sua impronta psichica.
- Altri interpreti: Mark Rolston (Walter J. Pierce), Nancy Harewood (Nara), Tim Lounibos (Daniel L. Kwan), Johanna McCloy (Maddy Calloway), Dugan Savoye (William Hodges), Nora Leonhardt (Marla E. Finn), Guy Vardaman (Darian Wallace), Majel Barrett-Roddenberry (voce del computer)

## Genesi
- Titolo originale: Genesis
- Diretto da: Gates McFadden
- Scritto da: Brannon Braga

### Trama
Data Stellare 47653.2. L'infermeria dell'Enterprise D è particolarmente affollata: Riker deve ricevere un'iniezione antistaminica contro la puntura di alcune piante su cui si è distrattamente seduto durante una romantica passeggiata nel giardino botanico; Data ha portato la sua gatta Spot per il controllo periodico dei gattini che porta in grembo e l'infermiera Ogawa ha scoperto di essere incinta. Ma la preoccupazione maggiore di Beverly è il tenente Barclay, che è di nuovo venuto a farsi controllare qualche sintomo dopo aver esaminato personalmente l'archivio medico per sapere quali potrebbero essere le malattie di cui soffre. Per togliergli tutti i dubbi, la dottoressa è costretta a sottoporlo a tutti i controlli possibili e scopre un leggerissimo sbilanciamento in alcuni geni del suo DNA, in particolare un gene non funziona e quindi lo rende sensibile all'influenza urodeleana. Beverly lo cura stimolando quel gene e lo dimette dall'infermeria prima che possa tirare fuori qualche altra malattia immaginaria. Purtroppo l'intervento della dottoressa scatena un virus che risveglia dei geni primitivi che l'evoluzione aveva represso: Deanna diventa una specie anfibia, Worf si trasforma in un gigantesco e violento primitivo e Riker invece in un australopiteco. Picard e Data, che non si trovavano sull'Enterprise,  ritrovano l'astronave in pieno caos; mentre Picard sta iniziando a sperimentare il virus, Data trova una cura grazie al liquido amniotico del feto di Alyssa.
- Altri interpreti: Patti Yasutake (Alyssa Ogawa), Dwight Schultz (Reginald Barclay), Carlos Ferro (Dern), Majel Barrett-Roddenberry (voce del computer)

## La fine del viaggio
- Titolo originale: Journey's End
- Diretto da: Corey Allen
- Scritto da: Ronald D. Moore

### Trama
Data Stellare 47751.2. Dopo lunghe ed estenuanti trattative, il Consiglio della Federazione e i Cardassiani sono riusciti a definire i nuovi confini dopo l'Alleanza. Purtroppo, da entrambe le parti, ci sono colonie che adesso si trovano nella parte sbagliata e devono essere spostate. L'Enterprise D ha quindi l'incarico di trasferire una colonia di Nativi americani che si è stabilita su Dorvan V, un pianeta che adesso appartiene al territorio cardassiano. Picard ha delle remore a fronteggiare i Nativi, perché sembra un ricorso storico dover chiedere a una colonia di Amerindi di lasciare le proprie case e le proprie terre a causa di una lontana disputa diplomatica. Purtroppo però gli ordini sono ordini e Picard è costretto, suo malgrado, a obbedire. L'Enterprise si reca perciò sul pianeta e i membri del consiglio tribale vengono invitati a bordo. Il capo della colonia si interessa a Picard e alle sue radici familiari, per scoprire che un lontano antenato di Picard aveva partecipato con le truppe spagnole a un massacro di indigeni; dice al capitano che lui è stato mandato da loro dal fato affinché rimediasse ai crimini del suo avo. Nel frattempo Wesley Crusher è tornato a bordo per una licenza e viene accolto caldamente dagli amici. Lui però è freddo, distaccato, addirittura arrogante. Uno dei Nativi avvicina il ragazzo e dice a Wesley che era atteso da tempo alla colonia, perché lì troverà le sue risposte. Quando Picard organizza un teletrasporto coatto degli Amerindi, Wesley li avvisa scatenando una rivolta; Picard lo rimprovera aspramente e lui, da tempo infelice della sua vita, si dimette da cadetto. In un momento critico durante uno scontro tra Nativi, Cardassiani e Federali, il tempo si ferma tranne che per Wesley e un'altra persona, che si rivela essere Il Viaggiatore: l'alieno rivelerà al ragazzo che è giunto per lui, se lo desidera, il momento di iniziare il suo apprendistato su altri piani temporali. Intanto, sorprendendo tutti, il comandante cardassiano trova una soluzione salomonica al problema degli Amerindi: se rinunceranno al loro status federale, potranno continuare a vivere sul pianeta, accordo che loro accettano di buon grado; il capo nativo rivela a Picard che il debito di sangue del suo antenato è stato ripagato.
- Altri interpreti: Wil Wheaton (Wesley Crusher), Natalija Nogulich (Alynna Nechayev), Eric Menyuk, Doug Wert (Jack R. Crusher), Ned Romero (Anthwara), Tom Jackson (Lakanta), George Aguilar (Wakasa), Jacqueline Brookes (Brand), Richard Poe (Gul Evek)

## Alexander
- Titolo originale: Firstborn
- Diretto da: Jonathan West
- Scritto da: Mark Kalbfeld (soggetto); René Echevarria (sceneggiatura)

### Trama
Data Stellare 47779.4. Worf continua ad avere qualche problema con Alexander: il ragazzo sta per raggiungere l'età giusta per il primo Rito dell'Ascensione, in cui un Klingon dimostra di poter essere un bravo guerriero combattendo con un suo pari per la prima volta. Per intraprendere il percorso che porta alla cerimonia, Alexander deve dichiarare la sua intenzione di divenire Guerriero Klingon accendendo la candela rituale. Ma Alexander non ha alcuna intenzione di accendere la sua candela e Worf non sa come fare per interessare il ragazzo alla vita da Klingon che lo aspetta. Forse l'occasione giusta arriva quando l'Enterprise D passa vicino ad un avamposto klingon su cui viene festeggiato l'avvenimento che portò il leggendario Kahless a divenire l'eroe e il fondatore della cultura klingon. Durante la festa Worf partecipa al rituale combattimento, e così facendo trascina anche Alexander, che per la prima volta si entusiasma alle storie klingon.
- Altri interpreti: Brian Bonsall (Alexander Roženko), James Sloyan (K'mtar/Alexander Roženko a 50 anni), Gwynyth Walsh (B'Etor), Barbara March (Lursa), Joel Swetow (Gorta), Colin Mitchell (Yog), Armin Shimerman (Quark), Rickey D'Shon Collins (Eric Burton), John Kenton Shull (Molor), Michael Danek (cantante), Majel Barrett-Roddenberry (voce del computer)

## La vendetta di Bok
- Titolo originale: Bloodlines
- Diretto da: Les Landau
- Scritto da: Nicholas Sagan

### Trama
Data Stellare 47829.1. Un messaggio diretto a Picard in persona e inviato attraverso una sonda si rivela spedito da una vecchia conoscenza dell'Enterprise D: l'ex DaiMon Bok. Il messaggio non lascia dubbi a interpretazioni: Bok ha finalmente trovato il modo per vendicarsi e dopo il tentativo fallito sette anni prima, è probabile che ci riesca. Per ripagare Picard della stessa moneta vendicherà la morte del proprio figlio uccidendo Jason Vigo, figlio di Miranda Vigo e di Jean-Luc Picard. Il capitano e i suoi uomini dovranno agire adesso su due fronti: cercare di trovare Bok per fermarlo e nel frattempo rintracciare Jason per proteggerlo. Picard non è sicuro che Jason sia proprio suo figlio, ma il fatto che Bok ne sia sicuro mette comunque a repentaglio la vita del ragazzo.
- Altri interpreti: Ken Olandt (Jason Vigo), Lee Arenberg (DaiMon Bok), Peter Slutsker (DaiMon Birta), Amy Pietz (Sandra Rhodes), Michelan Sisti (Tol), Majel Barrett-Roddenberry (voce del computer)

## Una nuova vita
- Titolo originale: Emergence
- Diretto da: Cliff Bole
- Scritto da: Brannon Braga (soggetto); Joe Menosky (sceneggiatura)

### Trama
Data Stellare 47869.2. Data sta provando La tempesta di Shakespeare ricreando l'ambiente scuro e magico dell'isola sul ponte ologrammi, ma mentre prova una scena con l'aiuto di Picard succede qualcosa di strano: arriva l'Orient Express a gran velocità e rischia di travolgere i due ufficiali. Non solo il computer non aveva fermato il programma quando Picard glielo aveva ordinato, ma di sua iniziativa aveva mescolato due differenti simulazioni sullo stesso ponte ologrammi, ignorando anche il programma di sicurezza. Il capitano ordina a Data di disattivare tutti i ponti ologrammi per eseguire una serie di controlli. Poco dopo i motori a curvatura si attivano da soli e quando La Forge dice che per interrompere il viaggio dovrà eseguire uno spegnimento d'emergenza del nucleo, i motori si spengono. La cosa strana è che nel momento in cui i motori si sono attivati, la nave stava passando attraverso un'invisibile fluttuazione spaziale che l'avrebbe distrutta.
- Altri interpreti: David Huddleston (macchinista), Vinny Argiro (giocatore), Thomas Kopache (tecnico), Arlee Reed (contadino), Nick Dimitri (taxista) e Dennis Tracy (uomo con la giacca grigia)

## Il tenente Ro
- Titolo originale: Preemptive Strike
- Diretto da: Patrick Stewart
- Scritto da: Naren Shankar (soggetto); René Echevarria (sceneggiatura)

### Trama
Data Stellare 47941.7. Ro Laren è tornata a bordo dell'Enterprise D dopo aver frequentato una difficile classe di aggiornamento ed essere stata promossa al grado di tenente. Per festeggiare la promozione è stato organizzato un ricevimento di benvenuto: la tenente Ro viene accolta con calore dai suoi vecchi compagni d'avventura, Deanna, Beverly, Geordi e lo stesso Picard si congratula per la promozione. Il dialogo dei due viene però interrotto da Riker, che richiama al loro posto tutti gli ufficiali. Sul confine cardassiano stanno succedendo diverse scaramucce ad opera dei Maquis e l'Enterprise è stata chiamata proprio per difendere una nave da trasporto cardassiana che sta subendo un attacco da parte di piccole navi maquis. L'unico modo per interrompere la battaglia senza distruggere i Maquis è quello di sparare tra le navette e la nave trasporto una salva di siluri fotonici. Le navette maquis si ritirano, ma la notizia dell'incidente è ormai arrivata al Comando Centrale dei Cardassiani, che pretende un'azione decisa da parte della Flotta Stellare. E sarà proprio Ro a ricevere l'incarico di compiere una missione delicata: infiltrarsi tra i rinnegati Maquis e scoprire le loro forze.
- Altri interpreti: Michelle Forbes (Ro Laren), John Franklin-Robbins (Macias), Natalija Nogulich (Alynna Nechayev), William Thomas (Santos), Shannon Cochran (Kalita), Richard Poe (Gul Evek)

## Ieri, oggi, domani(prima parte)
- Titolo originale: All Good Things... - Part I
- Diretto da: Winrich Kolbe
- Scritto da: Ronald D. Moore e Brannon Braga

### Trama
Data Stellare 47988.1. Deanna e Worf hanno passato una magnifica serata a passeggio sulle spiagge del Mar Nero al suono romantico di una balalaica illuminati dalla luna piena. Lo scenario, ricostruito sul ponte ologrammi, ha dato loro l'occasione di esplorare meglio la loro amicizia e le emozioni che provano l'una per l'altro. Tornando ai loro alloggi incontrano Picard, alzatosi nel cuore della notte con una sensazione incredibile addosso: quella di star saltando avanti e indietro nel tempo tra passato e futuro. Parlandone con Deanna, Picard si rende conto che la sensazione è così reale che dopo un salto e qualche attimo di confusione il tempo in cui capita sembra perfettamente normale e lui vi si trova a proprio agio. E proprio mentre sta parlando si ritrova più anziano di venticinque anni, sulla Terra, con un cappello di paglia e dei vestiti da contadino, mentre sta curando con attenzione la sua immensa distesa di vigne a Labarre.
- Altri interpreti: Andreas Katsulas (Tomalak), John de Lancie (Q), Denise Crosby (Tasha Yar), Colm Meaney (Miles O'Brien), Clyde Kusatsu (Nakamura), Patti Yasutake (Alyssa Ogawa), Pamela Kosh (Jessel), Tim Kelleher (Gaines), Alison Brooks (Nell Chilton), Stephen Matthew Garvey (guardiamarina), Majel Barrett-Roddenberry (voce del computer)

## Ieri, oggi, domani(seconda parte)
- Titolo originale: All Good Things... - Part II
- Diretto da: Winrich Kolbe
- Scritto da: Ronald D. Moore e Brannon Braga

### Trama
Gli ufficiali dell'Enterprise D sono riuniti per decidere se credere o meno alle affermazioni di Q, secondo le quali Picard causerà la distruzione dell'intero genere umano. Se l'alieno avesse ragione, bisogna correre ai ripari. Forse portando Picard avanti e indietro nel tempo, Q sta cercando di dare una mano a trovare il bandolo della matassa. La discussione in sala riunioni viene interrotta dall'annuncio che l'Enterprise è finalmente giunta al confine con la Zona neutrale romulana. L'ammiraglia della Flotta Stellare fronteggia la presenza di tre falchi da guerra romulani comandati dallo stesso Tomalak ma, proprio mentre Picard ordina di aprire le frequenze, si ritrova nel futuro per cercare di carpire a Worf il permesso di violare i confini dell'Impero Klingon per giungere al sistema di Devron e scoprire cosa sia la misteriosa anomalia temporale.
- Altri interpreti: Andreas Katsulas (Tomalak), John de Lancie (Q), Denise Crosby (Tasha Yar), Colm Meaney (Miles O'Brien), Clyde Kusatsu (Nakamura), Patti Yasutake (Alyssa Ogawa), Pamela Kosh (Jessel), Tim Kelleher (Gaines), Alison Brooks (Nell Chilton), Stephen Matthew Garvey (guardiamarina), Majel Barrett-Roddenberry (voce del computer)